# Першаи
Перша́и (бел. Пяршаі) — агрогородок в Воложинском районе Минской области Беларуси. Административный центр Першайского сельсовета. Население 663 человека (2009).

## География
Там, где начинается Налибокская пуща, в живописной холмистой местности между небольшими речками Першайкой с правой стороны, и Малиновкой – с левой, расположены Першаи – центр сельского Совета и КСУП «Першаи-2014».
Першаи находятся в 12 км к юго-востоку от райцентра, города Воложин. Через агрогородок проходит автомагистраль М6 Минск — Гродно, здесь от неё ответвляется дорога Р54 (Першаи — Ивенец — Столбцы). Через посёлок протекает маленькая речка Першайка (канал П-10), которая в 5 км к юго-западу от посёлка впадает в Ислочь. Юго-западнее агрогородка Першаи начинаются заболоченные леса, переходящие в Налибокскую пущу.

## История
Впервые поселение упоминается в 1492 году, с 1493 года собственность виленского епископа Войцеха. В 1545 году здесь основан католический приход.
В 1539 году Першаи имели статус местечка, здесь существовали костёл и две корчмы. В 1595 — 30 дворов.
В XVI веке Першаи были довольно большим поселением. Об этом говорит тот факт, что здесь приблизительно в 1600 году построен костёл. Его построил Юрий Радзивил, кардинал, епископ Виленский, а затем Тышкевичи его перестроили и дали ему имя Святого Юрия.
До 1790 года Першаи принадлежали епископам Виленским. В 1790 году царица Екатерина подарила Першаи придворному врачу Розерсану. С 1795 года и до объединения Западной Беларуси с БССР местечко было собственностью графа Тышкевича.
Граф и его семья жили в Варшаве. Сюда, в Першаи, они приезжали отдыхать во дворце Вялом на берегу реки Ислочь. Руины этого дворца сохранились и сейчас.
В результате второго раздела Речи Посполитой (1793 год) Першаи оказались в составе Российской империи, в Минском уезде Минской губернии. 
С 1800 года собственность статского советника И. Рожерсона. 
С 1858 года имение принадлежало роду Тышкевичей, которые выстроили в Першаях усадьбу (не сохранилась). 
В 1861 году имение Першае Ошмянского уезда принадлежало помещику Тышкевичу. В имении насчитывалось 154 крепостных душ мужского пола и 38 издельных дворов. Всего удобной земли в имении было 494 десятин (по 3,2 десятины на душу). Натуральные повинности выполнялись с каждого двора: куриц 2, яиц 20, грибов 2 копы. Пригона отбывалось 156 дней со двора для крепостных душ мужского пола. Сгона было по 6 дней для рабочих душ мужского и женского пола. Строительных со двора - по 26 дней в год с упряжью. Ночной караул поочередно. По 2 дороги в Вильну. Вывозка одной сажени дров.
Согласно переписи 1897 года Першаи были центром волости Минского уезда, насчитывали 391 жителя, 59 дворов, церковь, народное училище.
В начале 1919 года на Беларусь начала наступление Польша. Жители Першаи, как и весь народ Западной Беларуси, на протяжении почти 20 лет находились под эксплуатацией помещиков и капиталистов. Польские капиталисты в принудительном порядке закрывали белорусские школы. К 1939 году не осталось ни одного печатного органа на белорусском языке.
Согласно Рижскому мирному договору (1921) Першаи оказались в составе межвоенной Польской Республики, в Столбцовском, а с 1926 года Воложинском повете Новогрудского воеводства. В 1933 году на месте старого деревянного католического храма выстроено каменное здание храма св. Юрия. С 1939 года в составе БССР.
Все, кто сейчас проезжает по дороге Першаи – Ивенец, обращают внимание на памятник около деревни Явидовщина, на котором написано: «В память боевых действий партизан Барановичского соединения в годы Великой Отечественной войны. 1941 – 1945 годы».
Территория Першайщины, как и всего Воложинского района, была освобождена от немецко-фашистских захватчиков 5 июля 1944 года войсками 5-й гвардейской танковой армии.
В 2013 году разобраны последние руины бывшей усадьбы Тышкевичей.
В настоящее время в Першаи расположены средняя школа-сад и сельский Дом культуры. При Доме культуры раньше работал народный драматический театр, созданный ещё Винцентом Дуниным-Мартинкевичем. Руководил театром Николай Николаевич Гончарик – бывший учитель Першайской средней школы, Как руководителю творческого коллектива, Николаю Николаевичу присвоено высокое звание лауреата фестиваля народного творчества СССР, он награждён знаком культуры СССР, званием отличника народного образования, званием Заслуженного учителя школы БССР.

## Население
Население 663 человека (2009).

## Культура
- Дом культуры
- Музей ГУО "Першайская средняя школа"

## Достопримечательности
- Хозяйственный двор Тышкевичей (XIX в.)
- Католический храм Святого Юрия. Построен в 1933 году, памятник архитектуры. Включён в Государственный список историко-культурных ценностей Республики Беларусь[5] –  Историко-культурная ценность Республики Беларусь, шифр 613Г000095
- Дом Ядвигина Ш. Табличка на здании информирует: «В этом доме прошли школьные годы белорусского писателя Ядвигина Ш. (Антона Левицкого)».

#### Утраченное наследие
- Усадьба Тышкевичей

## Галерея
- Католический храм Святого Юрия
- Католический храм Святого Юрия
- Католический храм Святого Юрия